# 'Ata
'Ata è una delle isole dell'arcipelago di Tonga, disabitata, situata a 160 km sud-ovest da Tongatapu.

## Geologia
'Ata è un'isola rocciosa di origine vulcanica che si eleva fino a 382 metri sul livello del mare.

## Storia
Fu avvistata per primo nel 1643 dal navigatore Abel Tasman che tuttavia non riuscì a sbarcarvi. Fu James Cook a sbarcarvi per primo, un secolo dopo, incontrando gli abitanti aborigeni.

### Blackbirding
Fino al 1862 l'isola contava oltre duecento abitanti, ma un fenomeno di Blackbirding causò la deportazione in schiavitù di più della metà degli abitanti. A seguito di questo episodio il re di Tonga evacuò il resto degli abitanti ad 'Eua.

### Naufragio del 1965
Dal giugno 1965 all'11 settembre 1966, sei giovani tongani: Sione Fataua (17), "Stephen" Tevita Fatai Latu (17), "David" Tevita Fifita Siolaʻa (15), Kolo Fekitoa (17) , "Mano" Sione Filipe Totau (16) e Luke Veikoso (16, poi campione di boxe), tutti nativi dell'isola di Ha'afeva, fecero naufragio su 'Ata dopo essere scappati dal loro rigido collegio cattolico, il St. Andrew's College, a Nuku'alofa su Tongatapu.
Questa avventura portò a mettere l'isola al centro dell'attenzione mediatica: Channel 7, emittente australiana, vi girò un documentario con protagonisti gli stessi naufraghi.

## Mitologia
Anche se ‘Ata dev’essere stata nota ai tongani da tempi immemori, data la sua presenza in vari miti, potrebbe essere stata confusa con ‘Atā (con la seconda <a> lunga), un atollo corallino a nord di Tongatapu, e la sua posizione reale è probabilmente stata dimenticata fino all’arrivo dei primi europei, che hanno mostrato ai tongani le mappe di navigazione del loro arrivo.
Secondo i miti tongani fu proprio ‘Ata, insieme a ‘Eua, la prima nuova isola pescata dal fondo del mare dal semidio Māui e dai suoi fratelli. Originariamente aveva sette colli, ma Māui scalò il più alto e ci saltò sopra più volte fino ad abbassarlo, creando le vallate circostanti. Poi continuò alla stessa maniera con le altre, ma una volta arrivato al punto in cui ne mancavano solo tre, Māui si sentì troppo stanco e abbandonò l’isola. Quando egli col suo amo divino pescò dal mare Tongatapu e le sue vicine, stette molto più attendo ad appiattirle per bene. Il primo sovrano di ‘Ata fu la divinità Laufakana‘a.

## Ambiente
L'unico mammifero autoctono dell'isola è il ratto del Pacifico. In un sondaggio del 1990, l'uccello marino più comune era la berta cuneata con circa 20mila esemplari.